# Clarence Callender
Clarence Callender (* 16. November 1961 in Newham) ist ein ehemaliger britischer Sprinter.

## Leben
Bei den Commonwealth Games 1986 in Edinburgh wurde Callender, für England startend, in 10,42 s Sechster im 100-Meter-Lauf. In der 4-mal-100-Meter-Staffel kam die englische Mannschaft in der Besetzung Lincoln Asquith, Daley Thompson, Mike McFarlane und Callender in 39,19 s ins Ziel und gewann Silber, 0,04 s hinter dem kanadischen Quartett. Im Jahr darauf wurde die britische Stafette bei den Leichtathletik-Weltmeisterschaften in Rom im Vorlauf disqualifiziert. Bei den Olympischen Spielen 1988 in Seoul trat Callender nur im Vorlauf der Staffel an. Ab dem Halbfinale lief Linford Christie auf der Schlussposition. Da die Stafette im Finale auf den zweiten Platz lief, erhielt auch Callender für seinen Vorlaufeinsatz eine olympische Silbermedaille. 1990 bei den Commonwealth Games in Auckland war Callender Startläufer der englischen Stafette, die in der Besetzung Callender, John Regis, Marcus Adam und Linford Christie in 38,67 s gewann.
Clarence Callender ist 1,79 m groß und wog in seiner aktiven Zeit 75 kg. Nach seiner Karriere wurde er Trainer und betreut unter anderem die britische Weitspringerin Jade Johnson.

## Bestzeiten
- 100 m: 10,30 s, 26. Juli 1991, Birmingham
- 200 m: 20,76 s, 24. Juni 1991, Celle Ligure